# Budynek Towarzystwa Gimnastycznego „Sokół” w Tyczynie
Budynek Towarzystwa Gimnastycznego „Sokół” w Tyczynie – zabytkowy budynek znajdujący się w Tyczynie w województwie podkarpackim, wpisany do ewidencji zabytków gminy Tyczyn.

## Historia
Budynek powstał w latach 1875-1877 z inicjatywy Towarzystwa Gimnastycznego „Sokół”. Budowę sfinansowano ze składek społecznych. W budynku istniała wówczas sala gimnastyczna oraz sala widowiskowa, w której przeprowadzano spotkania, zebrania, przedstawienia teatru amatorskiego i odczyty. Po I wojnie światowej budynek został przejęty przez kontynuujący działalność kulturalną w mieście Związek Polskiej Kształcącej się Młodzieży.
14 kwietnia 1983 roku budynek wpisano do rejestru zabytków pod numerem A-371. W 1985 z inicjatywy Towarzystwa Miłośników Tyczyna dokonano remontu obiektu.  

## Architektura
Obiekt pozbawiony cech stylowych, założony na rzucie litery L, parterowy. Jest murowany z cegły, otynkowany (oprócz elewacji wschodniej). Wnętrze budynku o układzie dwutraktowym, z przejezdną sienią na osi. Dach budynku dwuspadowy,  nad węższą częścią budynku pulpitowy, kryty blachą. Więźba dachowa drewniana, konstrukcji krokwiowo-jętkowej.